# Kenny De Ketele

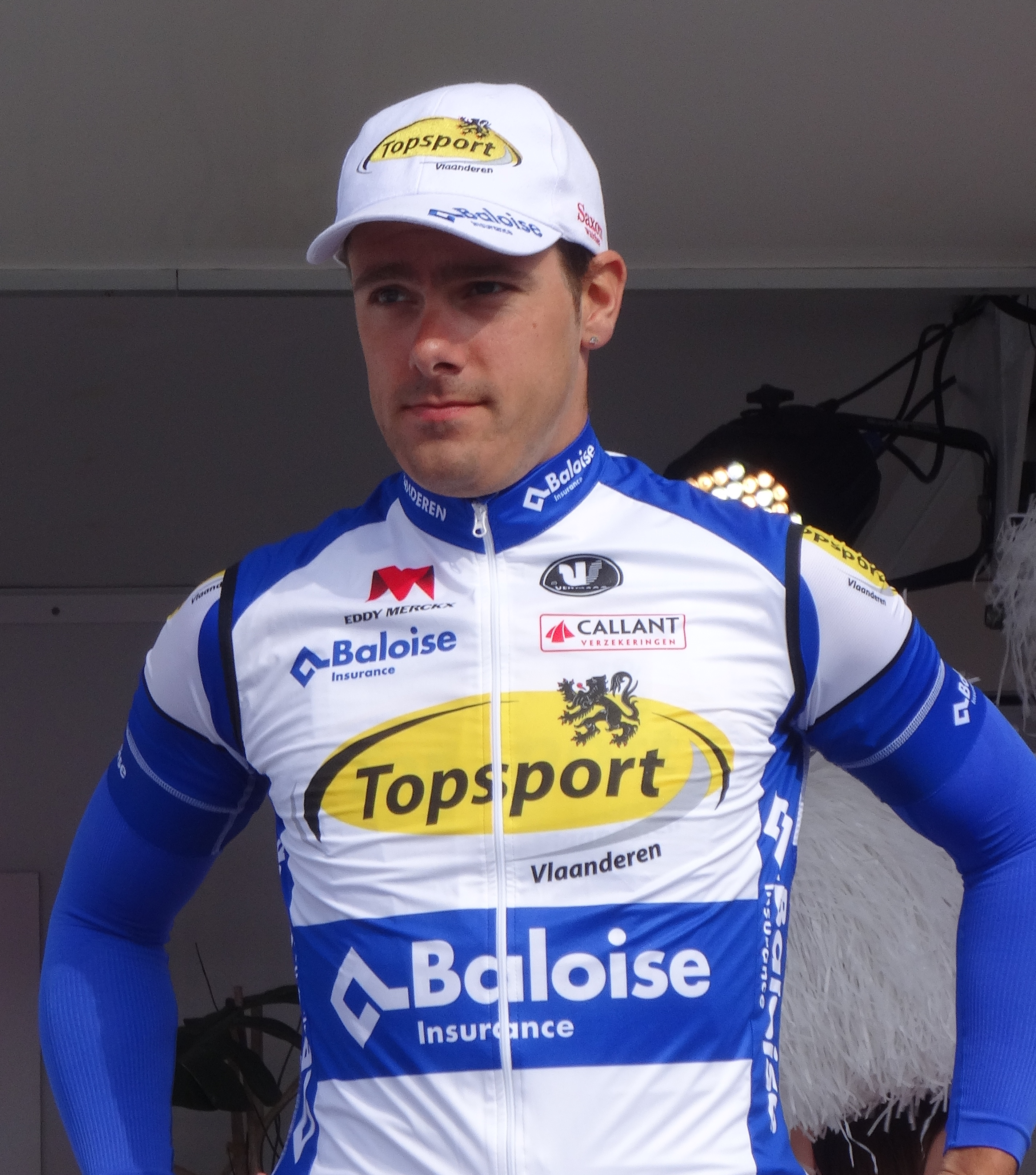
Kenny De Ketele lors du Grand Prix de Denain 2014.

Kenny De Ketele, né le 5 juin 1985 à Audenarde, est un coureur cycliste, entraineur et directeur sportif belge. Professionnel entre 2007 et 2021, il s'illustre principalement sur la piste, où il est champion du monde de l'américaine en 2012, quintuple champion d'Europe et multiple champion de Belgique.
Après sa carrière, il devient entraîneur national des cyclistes sur piste belges et directeur sportif au sein de l'équipe Sport Vlaanderen-Baloise .

## Biographie
Spécialiste des épreuves d'endurance sur piste, Kenny De Ketele devient en 2003 double champion de Belgique juniors, en course aux points et poursuite individuelle. En 2004, il est avec son coéquipier Iljo Keisse, champion d'Europe de course à l'américaine espoirs. 
En 2011, il devient avec Keisse, champion d'Europe de course à l'américaine chez les élites. L'année suivante, il remporte le titre de champion du monde dans cette discipline avec Gijs Van Hoecke.
Il a la particularité d'avoir été sacré, en décembre 2012 champion d'Australie de l'américaine avec Leigh Howard alors qu'il est de nationalité belge. En 2013, il remporte la médaille de bronze de l'américaine aux championnats d'Europe d'Apeldoorn, avec Van Hoecke.
En 2015 il devient champion d'Europe derrière derny et gagne les Six jours de Londres avec son coéquipier Moreno De Pauw.
Très actif sur les courses de six jours, il en a remporté plusieurs au cours de sa carrière, notamment la première édition des nouveaux Six Jours de Londres avec Moreno De Pauw, en 2015.
En avril 2017, lors des championnats du monde à Hong Kong, il est élu avec Kristina Vogel à la Commission des athlètes de l'UCI. De mi-2017 à fin 2018, il est entraîneur à la Fédération belge de cyclisme pour les jeunes coureurs sur piste du secteur de l'endurance. Il est remplacé par Nicky Cocquyt en 2019.
Au mois d'août 2018 il devient champion d'Europe de course à l'américaine.
Il devait mettre un terme à sa carrière à l'issue de la saison 2021, après les Six Jours de Rotterdam, mais l'annulation de ces derniers fait en sorte que sa carrière se termine au lendemain de sa cinquième victoire aux Six Jours de Gand, associé à Robbe Ghys.
En 2022, il est nommé entraineur national des pistards belges, aux côtés du Néo-Zélandais Tim Carswell. Carswell prend la relève du Néerlandais Peter Pieters en tant qu'entraineur en chef. Il devient également directeur sportif de l'équipe Sport Vlaanderen-Baloise, une formation où il a couru pendant douze ans et où il est chargé de s'occuper principalement les spécialistes de la piste. Il quitte ses fonctions d’entraîneur national des coureurs sur piste belges à la fin de l’année 2024.

## Palmarès sur piste

### Jeux olympiques
- Londres 2012
  - 9e de la poursuite par équipes
- Tokyo 2020
  - 13e de l'omnium
  - 4e de la course à l'américaine

### Championnats du monde
- Apeldoorn 2011
  - 7e de l'américaine
- Melbourne 2012
  -  Champion du monde de l'américaine (avec Gijs Van Hoecke)
  -  Médaillé de bronze de la course aux points
  - 6e de la poursuite par équipes
- Minsk 2013
  - 7e de la poursuite par équipes
  - 8e de l'américaine
  - 10e de la course aux points
- Cali 2014
  - 5e de l'américaine
  - 9e de la poursuite par équipes
  - 12e de la course aux points
- Londres 2016
  -  Médaillé de bronze de la course aux points
  - 7e de l'américaine
- Hong Kong 2017
  -  Médaillé d'argent de la course aux points
  -  Médaillé de bronze de l'américaine (avec Moreno De Pauw)
  - 8e de la poursuite par équipes[12]
- Apeldoorn 2018
  - 5e de la course aux points[13]
  - 8e de l'américaine[14]
  - 12e de la poursuite par équipes[15]
- Pruszków 2019
  -  Médaillé de bronze de l'américaine (avec Robbe Ghys)
  - 9e de la course aux points
  - 9e de la poursuite par équipe[16]
- Roubaix 2021
  -  Médaillé d'argent de la course aux points
  -  Médaillé de bronze de l'américaine (avec Robbe Ghys)

### Coupe du monde
- 2004-2005 
  - 2e de l'américaine à Manchester
- 2005-2006 
  - 3e de l'américaine à Moscou (avec Steve Schets)
- 2006-2007 
  - 2e de l'américaine à Los Angeles (avec Tim Mertens)
- 2007-2008 
  - 1er de l'américaine à Los Angeles (avec Tim Mertens)
- 2008-2009 
  - 2e de l'américaine à Manchester (avec Iljo Keisse)
- 2009-2010
  - 1er de l'américaine à Manchester (avec Tim Mertens)
- 2011-2012
  - 2e de l'américaine à Pékin
- 2012-2013
  - 3e de la poursuite par équipes à Glasgow
- 2013-2014
  - 2e de l'américaine à Aguascalientes
  - 2e de l'américaine à Guadalajara
- 2014-2015
  - 2e de la course aux points à Londres
- 2016-2017
  - 1er de l'américaine à Apeldoorn (avec Robbe Ghys)
  - 2e de la poursuite par équipes à Apeldoorn
  - 3e de l'américaine à Glasgow
- 2017-2018
  - 1er de l'américaine à Milton (avec Lindsay De Vylder)
  - 2e de l'américaine à Pruszków
  - 3e de la course aux points à Milton
- 2018-2019
  - 2e de la poursuite par équipes à Londres

### Coupe des nations
- 2021
  - 1er de l'américaine à Cali (avec Tuur Dens)
  - 2e de la course par élimination à Cali

### Championnats d'Europe
| Édition / Épreuve              | Course aux points | Américaine                      | Derrière derny |
| Alkmaar 2008                   |                   | Or (avec Iljo Keisse)           |                |
| Gand 2009                      |                   |                                 | Or             |
| Pruszków 2010                  |                   | Argent                          |                |
| Apeldoorn 2011                 |                   | Or (avec Iljo Keisse)           |                |
| Apeldoorn 2013                 |                   | Bronze                          |                |
| Baie-Mahault 2014              |                   | Argent                          |                |
| Hanovre 2015                   |                   |                                 | Or             |
| Saint-Quentin-en-Yvelines 2016 | Argent            | Bronze (avec Moreno De Pauw)    |                |
| Glasgow 2018                   | Argent            | Or (avec Robbe Ghys)            |                |
| Granges 2021                   |                   | Argent (avec Lindsay De Vylder) |                |

### Six jours
- 2009 : Hasselt (avec Bruno Risi)
- 2011 : Gand (avec Robert Bartko)
- 2012 : Grenoble (avec Iljo Keisse) et Zurich (avec Peter Schep)
- 2013 : Amsterdam (avec Gijs Van Hoecke)
- 2014 : Berlin (avec Andreas Müller) et Gand (avec Jasper De Buyst)
- 2015 : Londres (avec Moreno De Pauw)
- 2016 : Amsterdam, Berlin et Londres (avec Moreno De Pauw) et Brême (avec Christian Grasmann)
- 2017 : Palma et Gand (avec Moreno De Pauw)
- 2018 : Rotterdam (avec Moreno De Pauw), Brême (avec Theo Reinhardt) et Copenhague (avec Michael Mørkøv)
- 2019 : Copenhague (avec Moreno De Pauw), Gand (avec Robbe Ghys)
- 2020 : Brême (avec Nils Politt)
- 2021 : Gand (avec Robbe Ghys)

### Championnats nationaux
- Champion de Belgique junior de poursuite en 2003
- Champion de Belgique junior de la course aux points en 2003
- Champion de Belgique espoir du kilomètre en 2004, 2006, 2007

- Champion de Belgique de poursuite en 2004 et 2008
- Champion de Belgique de l'américaine en 2005 (avec Steve Schets), en 2007, 2008 (avec Iljo Keisse), 2014 et 2015 (avec Jasper De Buyst) et 2017 (avec Moreno De Pauw)
- Champion de Belgique de poursuite par équipes en 2006, 2007
- Champion de Belgique de la course aux points en 2007 et 2019
- Champion de Belgique de la course de derny en 2007 et 2008
- Champion de Belgique de l'omnium en 2007
- Champion d'Australie de l'américaine en 2012 (avec Leigh Howard) et 2013 (avec Leif Lampater)

## Palmarès sur route
- 2003
  - 2e du Trofee der Vlaamse Ardennen
  - 2e du Tour des Flandres juniors
- 2005
  - 2e du Tour du Brabant flamand